# Ноборито (станция)
Станция Ноборито (яп. 登戸駅 ноборито эки) — железнодорожная станция на линиях Намбу и Одавара, расположенная в городе Кавасаки префектуры Канагава. Станция расположена в 17,3 километра от конечной станции линии Намбу — Кавасаки, и в 15,2 километра от конечной станции линии Одакю — Синдзюку. На станции установлены автоматические платформенные ворота.

## История
Станция была открыта 9-го марта 1927 года как остановка на линии Намбу. Смежная станция линии Одавара была открыта 1-го апреля 1927 года под названием Инада-Тамагава (яп. 稲田多摩川駅 инада тамагава эки). Линия Намбу была национализирована 1-го апреля 1944 года. Станция линии Одавара была переименована в станцию Ноборито-Тамагава (яп. 登戸多摩川駅 ноборито тамагава эки) 1-го апреля 1955 года, а своё нынешнее название получила 1-го апреля 1955 года. Движение грузовых поездов по линии Намбу было прекращено 1-го апреля 1972 года. Здание станции и платформы были существенно перестроены в промежуток времени между 2003-м и 2007-и годами.

## Линии
- JR East
  - Линия Намбу
- Odakyu Electric Railway
  - Линия Одавара

## Планировка станции

### JR
1 платформа бокового типа и одна платформа островного типа, 3 пути.
| 1 | ■ Линия Намбу | Футю-Хоммати・ Татикава                       |
| 2 | ■ Линия Намбу | останавливаются поезда идущие в обе стороны   |
| 3 | ■ Линия Намбу | Мусаси-Мизонокути ・ Мусаси-Косуги・ Кавасаки |

### Одакю
4 пути и две платформы островного типа. По состоянию на 2011 год путь номер 1 не используется.
| 2 | ■ Линия Одавара | Одавара ・ Каракида ・ Катасэ-Эносима |
| 3 | ■ Линия Одавара | Синдзюку・(Линия Тиёда)               |
| 4 | ■ Линия Одавара | Синдзюку                              |

## Близлежацие станции
| «                  |             | Линия                    |             | »             |
| Линия Намбу        | Линия Намбу | Линия Намбу              | Линия Намбу | Линия Намбу   |
| ------------------ | ----------- | ------------------------ | ----------- | ------------- |
| Сюкугавара         |             | Local                    |             | Наканосима    |
| Мусаси-Мидзонокути |             | Rapid                    |             | Наканосима    |
| Линия Одавара      |             |                          |             |               |
| Идзуми-Тамагава    |             | Local                    |             | Мукогаока-Юэн |
| Идзуми-Тамагава    |             | Section Semi Express     |             | Мукогаока-Юэн |
| Сэйдзёгакуэн-маэ   |             | Semi Express and Express |             | Мукогаока-Юэн |
| Сэйдзёгакуэн-маэ   |             | Tama Express             |             | Син-Юригаока  |